# 圣安娜-圣普列斯特
圣安娜-圣普列斯特（法語：Sainte-Anne-Saint-Priest，法語發音：[sɛ̃t an sɛ̃ pʁijɛ(st)]）是法国新阿基坦大区上维埃纳省的一个市镇，属于利摩日区。

## 地理
圣安娜-圣普列斯特（45°42'30"N, 1°40'58"E）面积16.54 平方千米，位于法国新阿基坦大区上维埃纳省，该省份为法国中西部省份，北起顺时针与安德尔省、克勒兹省、科雷兹省、多爾多涅省、夏朗德省和维埃纳省接壤。
与圣安娜-圣普列斯特接壤的市镇（或旧市镇、城区）包括：拉福雷新堡、栋村、埃穆捷、讷维克昂捷、叙萨克。

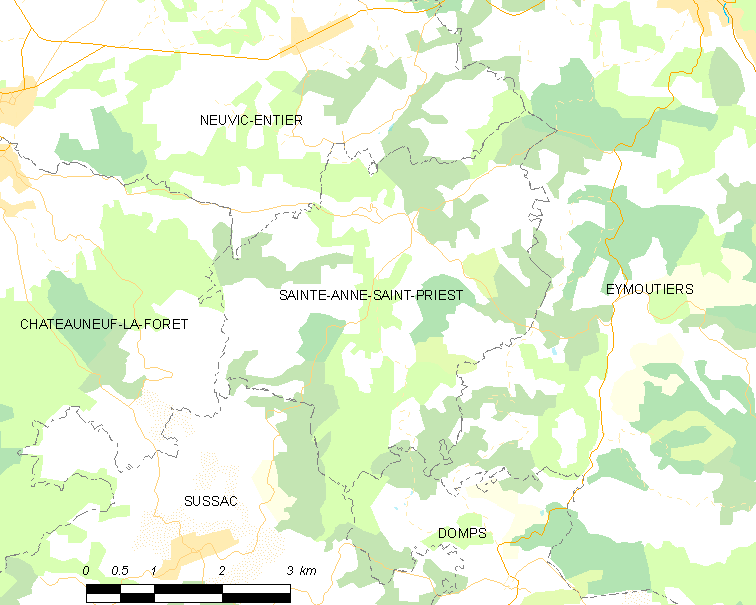
圣安娜-圣普列斯特的OSM定位图

圣安娜-圣普列斯特的时区为UTC+01:00、UTC+02:00（夏令时）。

## 行政
圣安娜-圣普列斯特的邮政编码为87120，INSEE市镇编码为87134。

## 政治
圣安娜-圣普列斯特所属的省级选区为埃穆捷县。

## 人口

1962-2008年间圣安娜-圣普列斯特人口变化图示

圣安娜-圣普列斯特于2022年1月1日时的人口数量为140人。